# Facultad de Medicina de la UANL
La Facultad de Medicina de la UANL es la escuela de medicina de la Universidad Autónoma de Nuevo León, institución pública ubicada en el Campus Ciencias de la Salud de la UANL en Monterrey, Nuevo León, México. Sus antecedentes datan de 1828 con la primera Cátedra Médica Quirúrgica en el estado con el doctor italiano Pascual Costanza. En el año 1859 se funda oficialmente como escuela de medicina por el doctor José Eleuterio González.
El departamento clínico de la Facultad de Medicina es el Hospital Universitario doctor “José Eleuterio González”, un nosocomio de tercer nivel de atención con 868 camas. La facultad y el hospital como unidad, y en sus diferentes edificios, están constituidos por 62 departamentos y servicios médicos y es una de las instituciones académicas de salud más grandes de México.
La Facultad de Medicina y el Hospital Universitario de la UANL constituyen en México un modelo pionero de hospital – escuela desde 1952. La facultad tiene 7,697 estudiantes de licenciatura, 816 estudiantes de posgrado y un cuerpo académico de 406 profesores de tiempo completo de los cuales 297 pertenecen al Sistema Nacional de Investigadores (SNI) y 17 miembros de la Academia Nacional de Medicina. Su esquema administrativo también se basa en el modelo de hospital-escuela en donde el director de la Facultad de Medicina es director también del Hospital Universitario.

## Educación
La Facultad de Medicina de la UANL ofrece en el pregrado las carreras de Médico Cirujano Partero (MCP) y la de Químico Clínico Biólogo (QCB). La carrea de MCP recibe alrededor de 5,000 solicitudes de admisión al año y se aceptan 1 de cada 5 aspirantes. La facultad recibe estudiantes procedentes de Nuevo León y de los estados de Coahuila, Tamaulipas, San Luis Potosí, Veracruz y otros estados de México y también de otros países como EEUU, Brasil, Venezuela y Chile.
Los programas educativos de la licenciatura (MCP y QCB) están acreditados por Comités Interinstitucionales para la Evaluación de la Educación Superior (CIEES, el Consejo Mexicano para la Acreditación de la Educación Médica A.C. (COMAEM) y el Consejo Nacional para la Evaluación de Programas de Ciencias Químicas (CONAECQ).
Internacionalmente están acreditadas por la Agencia Alemana de Acreditación para programas en Ingeniería, Informática, Ciencias Naturales y Matemáticas The Accreditation Agency for Study Programmes in Engineering, Informatics, Natural Science and Mathematics (ASIIN); y de acuerdo a la revista Newsweek y la firma de datos Statista, se publicó en su lista anual del año 2023, de los mejores hospitales por país y para el caso de México, el Hospital Universitario Dr. José Eleuterio González de la UANL, se encuentra ubicado en el número 12 en el país y en lugar 2 en Nuevo León.

## Historia
En el año 1793 se abrió en Monterrey, el Hospital de Nuestra Señora del Rosario. Posteriormente en 1828 se crea la primera Cátedra Médica Quirúrgica con el doctor, italiano, Pascual Costanza. 

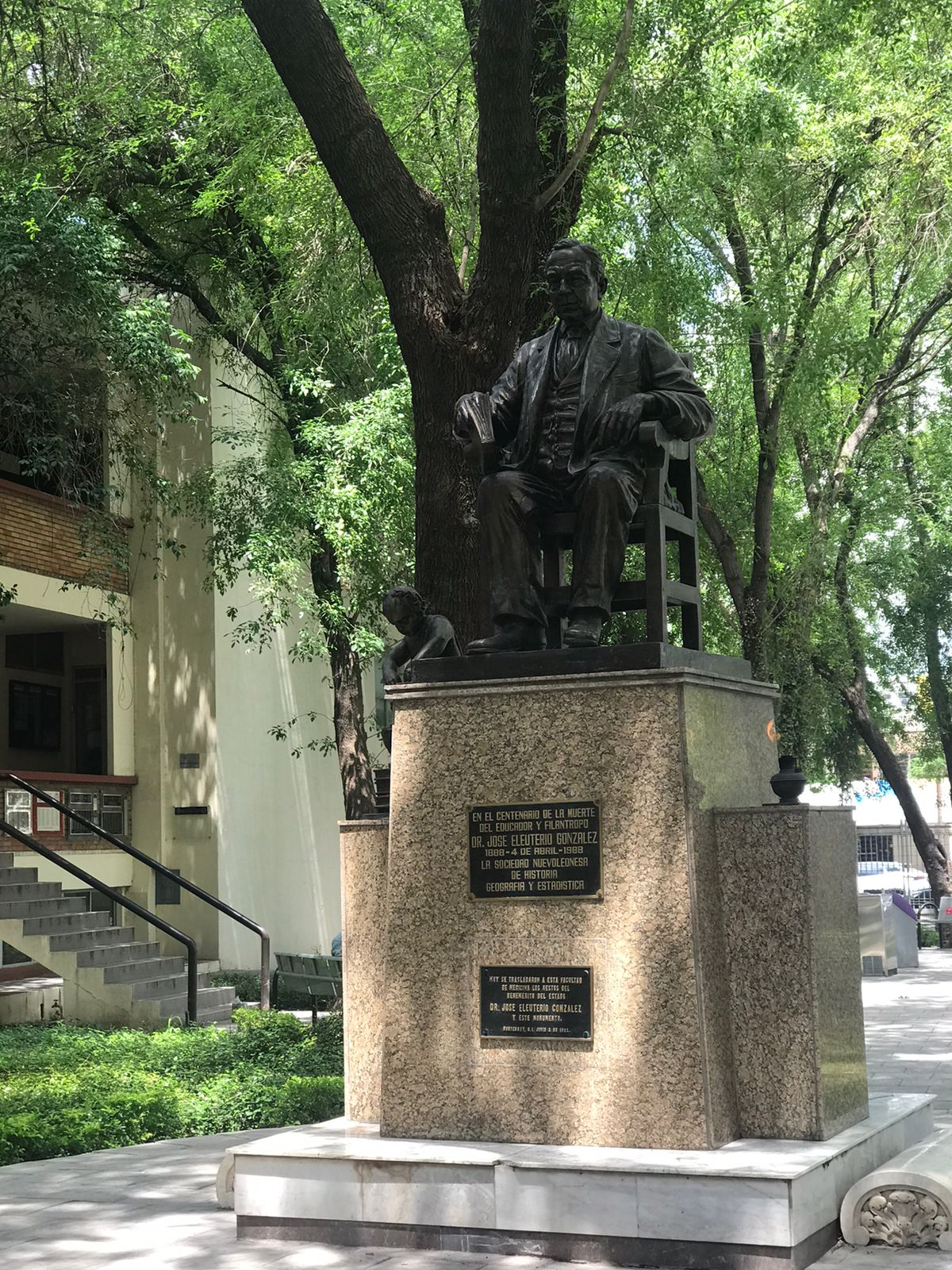
Estatua del doctor José Eleuterio González "Gonzalitos" UANL

En 1833 llega José Eleuterio González al Hospital de Nuestra Señora del Rosario y al poco tiempo se convierte en director interino. En 1835 se inicia la primera Cátedra de Farmacia en la botica, de ese hospital.
La Escuela de Medicina surge el 30 de octubre de 1859, con la inauguración del Colegio Civil, bajo la dirección de su fundador, el doctor José Eleuterio González, llamado “Gonzalitos”, quien en esas épocas contaba con 15 alumnos y 6 profesores. 
El 2 de mayo de 1860, se inauguró también el primer Hospital Civil en el Estado de Nuevo León, que no era militar ni tampoco clerical, en donde los estudiantes de medicina pudieran realizar sus prácticas profesionales.
El surgimiento de esta escuela pública marca el inicio de la medicina académica y de la Facultad de Medicina, así también contribuye a los antecedentes de operaciones de la Universidad de Nuevo León (UNL) ahora Universidad Autónoma de Nuevo León (UANL).

## Campus Ciencias de la Salud
La Facultad de Medicina y el Hospital Universitario son el núcleo del Campus. Este Campus de Ciencias de la Salud de la UANL, es el primer y único campus Universitario-académico en el estado de Nuevo León dedicado a la Medicina y a todas las Ciencias del cuidado de la Salud Humana. El concepto corresponde al proyecto inicial del año 1927 del Ilustre director Dr. Eusebio Guajardo, de establecer para la enseñanza y ejercicio de la Medicina, un Instituto de Ciencias Médicas en Monterrey . El campus se encuentra en el sector poniente de la ciudad en la colonia Las Mitras Centro y colinda al sur con la Avenida Francisco Madero y al poniente con las Avenida Gonzalitos dos de las principales avenidas de Monterrey. En su extensión de 291,885 m² se encuentran, en su extremo sur frente a la Av. Madero, los edificios principales:  el Hospital Universitario “Dr. José E. González” (Abierto en 1943), La facultad de Medicina (inaugurada en 1952) y la Torre HU (en servicio desde 2018) y el edificio de Biblioteca y Centro Regional de Documentación en Salud (inaugurado en 1992). Además de otros edificios que constituyen la Facultad y el Hospital, el Campus de Ciencias de la Salud está integrado por las Facultades de Odontología, Psicología, Salud Pública y Nutrición, y Enfermería, además de los Servicios Médicos del personal de la UANL y el Centro de Investigación y Desarrollo en Ciencias de la Salud del Hospital Universitario (CIDICS), además de instalaciones deportivas para los estudiantes.

## Programas académicos de pregrado
La carrera de MCP en la Facultad de Medicina tiene un plan semestral de 12 semestres (6 años) y 339 créditos. A partir del 7 semestre los estudiantes se integran a las labores clínicas de enseñanza aprendizaje clínico, como internos de pregrado y al terminar la carrera, un año de servicio social. 
Por su parte, la carrera de QCB tiene un plan semestral de 10 semestres (5 años) y 224 créditos y seis meses de servicios social en el 9 semestre de 16 créditos y en el 10 semestre hacen prácticas profesionales de 20 créditos académicos. El CENEVAL considera al programa de QCB como referencia nacional por sus resultados en el EGEL Plus en Química.

## Investigación
La facultad cuenta con 297 investigadores con nombramiento de Sistema Nacional de Investigadores (SNI). La Subdirección de Investigación, es el órgano que promueve, regula y vigila la investigación. Operativamente la subdirección recibe y gestiona los protocolos de investigación, garantizando la calidad de los mismos, y colabora con otras instituciones nacionales e internacionales de investigación y también con la industria farmacéutica para la consecución de los estudios clínicos. 
En 2024, se llevan a cabo 836 estudios de investigación, de los cuales 235 están vinculados a la industria farmacéutica, 284 investigaciones originales, 162 investigaciones de posgrado con especialidad y 155 estudios de subespecialidad, maestría y doctorado.
Cada dos años la Facultad de Medicina y Hospital Universitario “Dr. José Eleuterio González” a través de la Subdirección de Investigación lleva a cabo el Congreso Nacional de Investigación e Innovación en Medicina que se conforma de conferencias magistrales, simposios, talleres y cursos.

## Programas Académicos de Posgrado
El posgrado de la Facultad de Medicina de la UANL es uno de los más amplios de las universidades públicas del país contando con diferentes especialidades, subespecialidades, maestrías, doctorados, cursos de alta especialidad, y subespecialidad que se llevan a cabo en el Hospital Universitario.

## Especialidades clínicas y residencias
Los programas de especialidad clínica y residencias que ofrece la Facultad de Medicina y el Hospital Universitario de la UANL son 22:
Anatomía Patológica, 
Anestesiología, 
Calidad de la Atención Clínica, 
Cirugía General, 
Genética Médica, 
Geriatría Médica, 
Geriatría Clínica, 
Ginecología y Obstetricia, 
Medicina de Urgencias, 
Medicina del Deporte y Rehabilitación, 
Medicina Familiar, 
Medicina Interna,
Medicina Nuclear e Imagenología, 
Neumología y Medicina Crítica, 
Oftalmología, 
Ortopedia y Traumatología, 
Otorrinolaringología y Cirugía de Cabeza y Cuello, 
Patología Clínica, 
Pediatría, 
Psiquiatría, 
Radiología e Imagen, 
Radiooncología.

## Programas de subespecialidad
Se ofrecen 29 programas de subespecialidad para médicos especialistas:
Alergia e Inmunología Clínica, 
Biología de la Reproducción Humana, 
Cardiología Hemodinamia, 
Cirugía Plástica, Estética y Reconstructiva, 
Dermatología, 
Endocrinología, 
Gastroenterología y Endoscopia Digestiva, 
Gastroenterología y Nutrición Pediátrica, 
Hematología Clínica, 
Hematología Pediátrica, 
Infectología, 
Infectología Pediátrica, 
Medicina Crítica Pediátrica, 
Medicina del Enfermo en Estado Crítico, 
Medicina Materno Fetal, 
Medicina Paliativa y del Dolor, 
Nefrología, 
Neonatología, 
Neurocirugía, 
Neurología, 
Neurología Pediátrica, 
Neurorradiología, 
Oncología Médica, 
Psiquiatría Infantil y de la Adolescencia, 
Reumatología, 
Reumatología Pediátrica, 
Terapia Endovascular Neurológica, 
Urología, 
Urología Ginecológica.

## Programas clínicos de alta especialidad
También ofrece 22 programas clínicos de alta especialidad, que son generalmente de un año de duración y algunos de dos años:
Atención Integral del Desarrollo del Recién Nacido de Alto Riesgo, 
Cardiología Intervencionista, 
Cirugía Articular,
Cirugía Bariátrica y Metabólica, 
Cirugía de Base de Cráneo y Neuroendoscopía,
Cirugía de Mano y Microcirugía, 
Cirugía de Nervio Periférico y Microcirugía Avanzada, 
Cirugía de Pie y Tobillo, 
Cirugía Urológica Avanzada de Mínima Invasión y Cirugía Robótica, 
Cuidados Paliativos, 
Ecocardiografía, 
Endoscopia Gastrointestinal Terapéutica Avanzada, 
Endoscopia Ginecológica, 
Imagen de Cabeza y Cuello, 
Imagen de Mama, 
Imagen de Tórax y Abdomen, 
Neurología Vascular, 
Neurología y Urodinamia, 
Patologías de la Columna Toracolumbar, 
Radiología Pediátrica, 
Radiología Intervencionista, 
Trabajo con la familia.

## Maestrías y doctorados
Estos programas están dirigidos a graduados de medicina y de ciencias de la vida.
Maestría en Ciencias, con orientación a Biología Molecular e Ingeniería Genética, Microbiología Médica, Morfología, Química Biomédica e Inmunología Médica.
Maestría en Gerontología,
Maestría en Laboratorios de Hematología,
Maestría en Medicina Tradicional China con Orientación en Acupuntura y Moxibustión,
Maestría en Psicoterapia Clínica y Hospitalaria.
Doctorado en Ciencias, programa de 8 semestres, con orientación a Biología Molecular e Ingeniería Genética, Microbiología Médica, Morfología, Química Biomédica, Inmunología, Farmacología y Toxicología.
Doctorado en Medicina, programa de 6 semestres y 120 créditos, dirigido a médicos que buscan investigación original.

## Subdirección de Educación Continua
La Subdirección de Educación Continua de la Facultad de Medicina de la UANL tiene como objetivo promover la investigación, el desarrollo profesional y la educación continua para el crecimiento como profesionales en el área de salud. Ofrece diferentes programas y cursos de formación continua, dirigidos a profesionales del área de la salud para mantener su actualización en los avances e innovaciones en el campo de la medicina. La subdirección organiza y avala eventos educativos tales como cursos, talleres, diplomados y simposios, sobre temáticas y disciplinas que impulsan el desarrollo académico, profesional, ético y la buena práctica médica.
En el año 2023 la oferta educativa fue de más de 155 eventos con la participación de 13,000 asistentes y 2,400 profesores.

## Revista Medicina Universitaria
A través de la Subdirección de Educación Continua, la Facultad de Medicina cuenta con su propia revista científica, "Medicina Universitaria", en la cual se publican artículos originales, revisiones y casos clínicos. La revista es el vehículo de difusión de la investigación científica de los profesores y estudiantes de la facultad y está abierta a trabajos científicos externos a la institución, tanto nacionales como internacionales. Medicina Universitaria también publica artículos de historia, filosofía y ética médica, incluyendo historias de médicos o pacientes que pueden ser de interés general para los lectores. En enero de 1970 aparece el primer número de Medicina Universitaria, con el Dr. Álvaro Gómez Leal como editor. 

## Resultados en el Examen Nacional para Aspirantes a Residencias Médicas
En el Examen Nacional para Aspirantes a Residencias Médicas (ENARM) 2023, la Universidad Autónoma de Nuevo León obtuvo resultados destacados a nivel nacional. Con un total de 1,095 sustentantes, 703 médicos fueron seleccionados para cursar una especialidad médica, lo que representa una tasa de aceptación del 64.20%, una de las más altas entre todas las escuelas de medicina del país. Además, los egresados de la UANL alcanzaron un promedio general de 61.04 puntos, ubicándose en el tercer lugar nacional por número de seleccionados y consolidando su reputación como una de las instituciones formadoras de médicos con mejor desempeño académico en México.

## Sala Museo de Historia Médica Dr. Ángel Oscar Ulloa Gregori
La Sala Museo Dr. Ángel Óscar Ulloa Gregori es una instalación de la Facultad de Medicina y se localiza en el edificio de la Biblioteca. Esta sala preserva la historia médica regional y de la Facultad. Organiza actividades de divulgación, junto con actividades docentes y de investigación en histórica médica.